# Kawasaki C-2
Kawasaki C-2 (původně C-X a XC-2) je střední dvoumotorový transportní letoun japonských vzdušných sil sebeobrany vyvinutý společností Kawasaki Aerospace Company, leteckou divizí koncernu Kawasaki Heavy Industries. Plánována je stavba nejméně 40 letounů tohoto typu. Do operační služby u japonského letectva byl typ formálně přijat v roce 2016.

## Vývoj

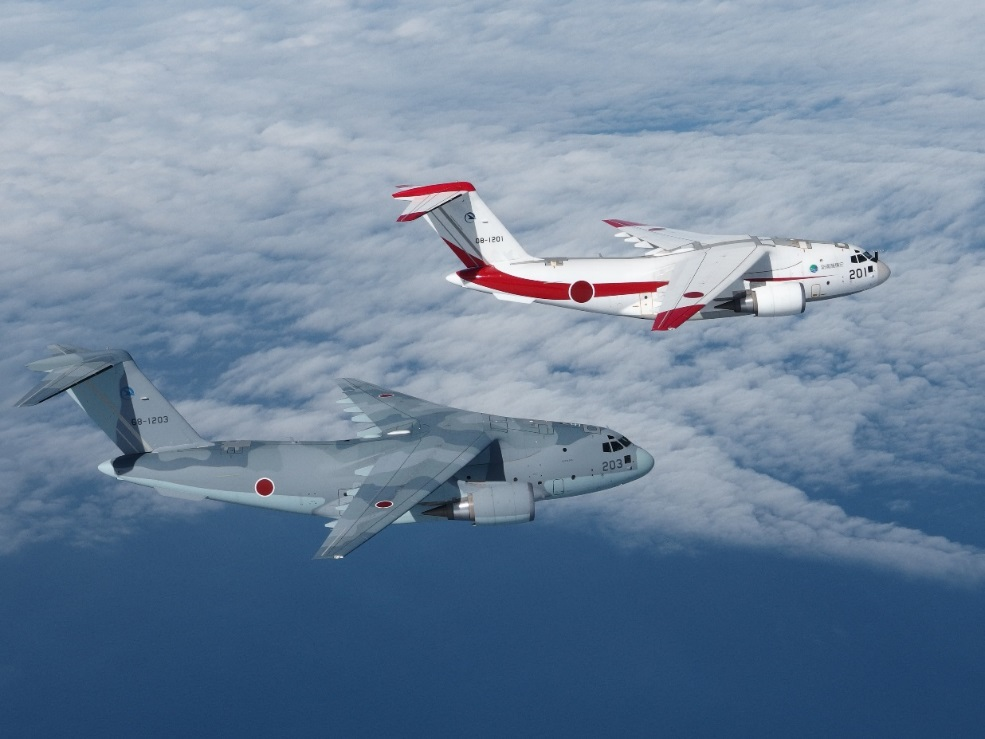
První prototyp a první sériový C-2 během letu ve formaci

Program vývoje transportního letounu C-X, který by nahradil stávající typy Lockheed C-130 Hercules a Kawasaki C-1, byl zahájen v roce 2001. Součástí tohoto zbrojního programu byl i vývoj transportního letounu P-X (později XP-1, nyní Kawasaki P-1), který měl s typem C-X sdílet řadu komponentů. To se však podařilo splnit jen v malé míře. V listopadu roku 2001 byla vývojem obou letounů pověřena společnost Kawasaki. Ta následně postavila dva prototypy C-2. První prototyp XC-2 (ev. č. 18-1202) poprvé vzlétl v lednu 2010 ze základny JASDF v Gifu se zkušebními piloty firmy Kawasaki kapitánem Satoši Hasebem a kopilotem Susumu Išidou. V březnu téhož roku byl předán japonskému letectvu. Druhý prototyp poprvé vzlétl v lednu 2011. Technické problémy během vývoje program zpozdily o přibližně pět let. První C-2 ze sériové výroby byl japonskému letectvu dodán v březnu 2016.

## Konstrukce

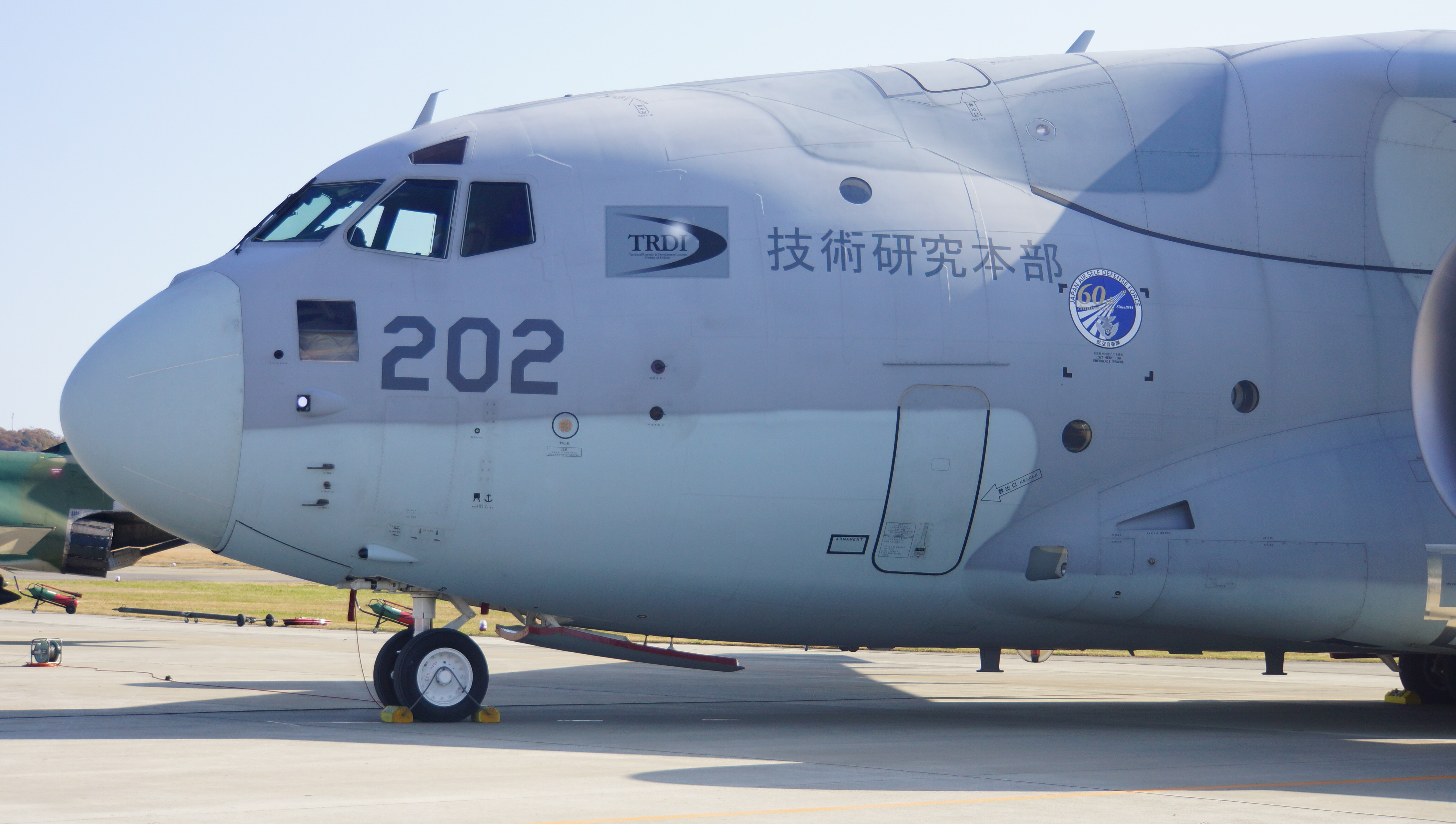
Detail přídě druhého prototypu

Transportní letoun C-2 je dvoumotorový proudový hornoplošník klasické koncepce. Letoun pohánějí dva dvouproudové motory CF6-80C2K1F. Nosnost letounu je 30 tun (čtyřnásobek nosnosti typu C-1). Rozměrný trup letounu pojme například protiletadlový raketový komplet Patriot PAC-3, nebo vrtulník SH-60.

## Uživatelé
Japonsko
- Japonské vzdušné síly sebeobrany

## Specifikace (C-2)

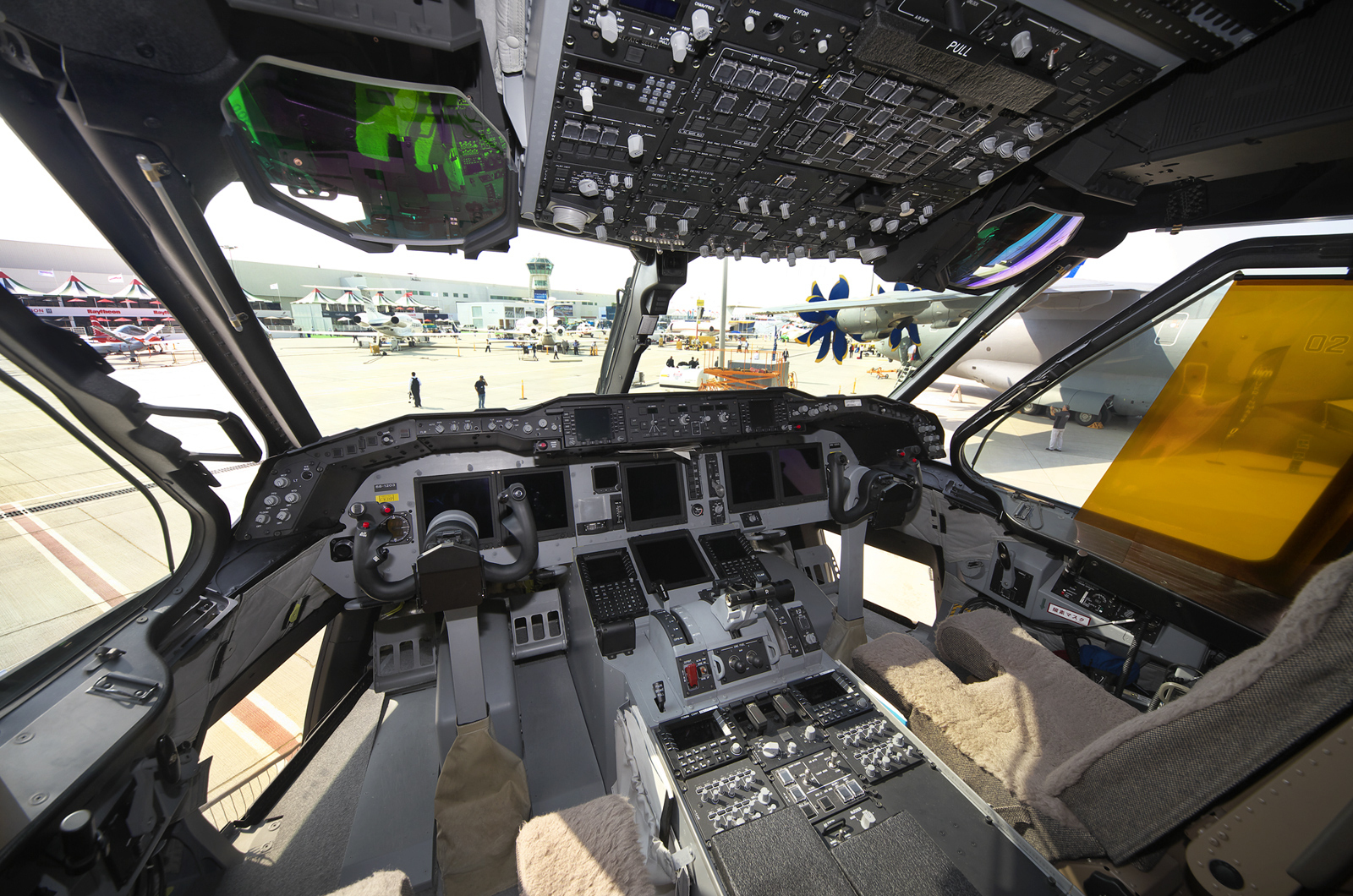
Kokpit letounu C-2 (2017)

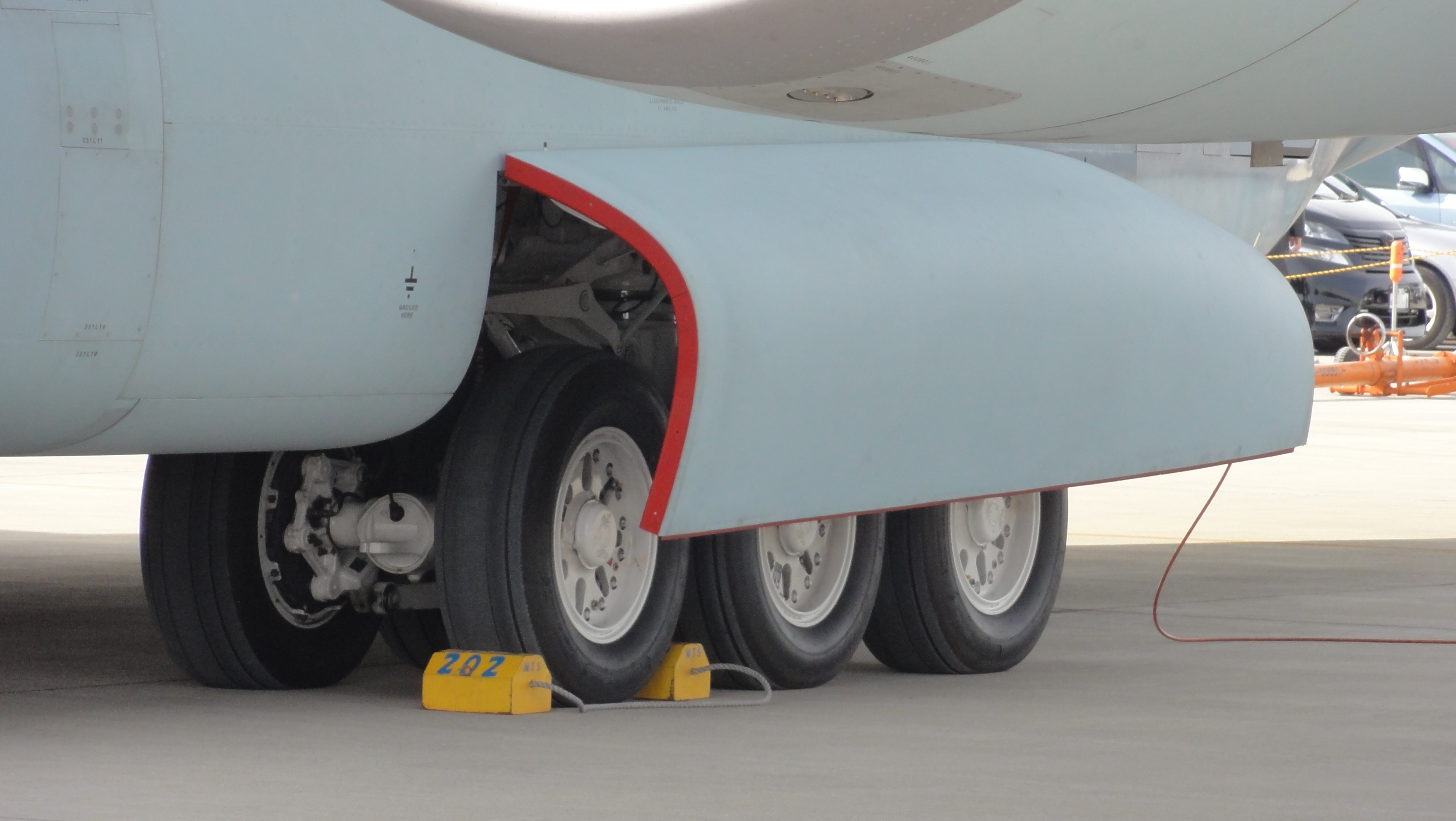
Hlavní podvozek C-2 (2011)

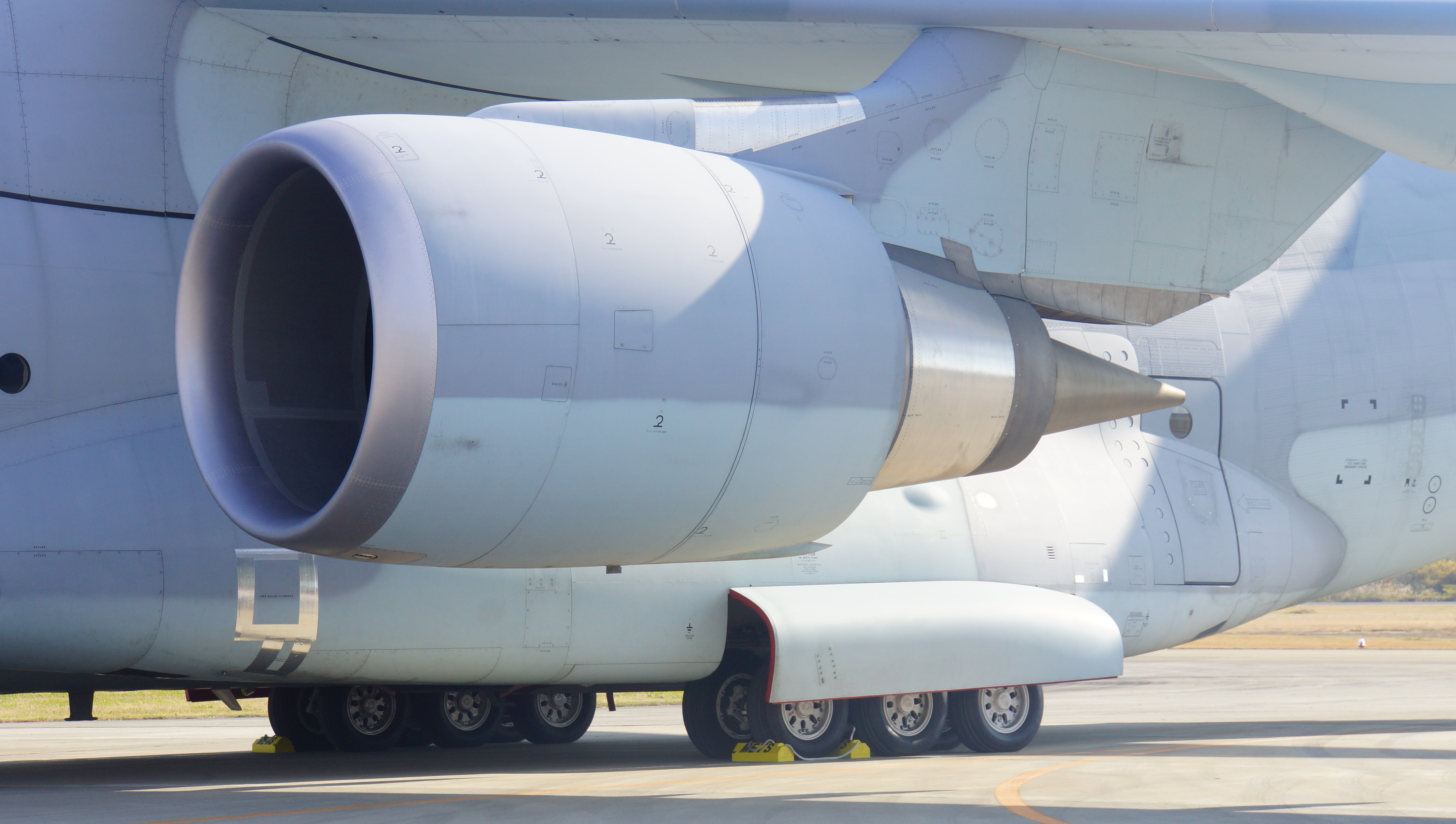
Motor CF6-80C2K1F na C-2 (2014)

### Technické údaje
- Posádka: 3[6] (2 piloti + operátor nákladu)
- Kapacita: 60 t nákladu
- Rozpětí: 44,4 m[7]
- Délka: 43,9 m[7]
- Výška: 14,2 m[6]
- Nosná plocha:
- Plošné zatížení: kg/m²
- Prázdná hmotnost: 60 t
- Max. vzletová hmotnost: 141 400 kg[6]
- Pohonná jednotka: 2× dvouproudový motor CF6-80C2K1F[7]
- Výkon pohonné jednotky: 266 kN[6]

### Výkony
- Cestovní rychlost: 0,8M (550 mph, 890 km/h)
- Maximální rychlost: 920 km/h
- Dolet: 7 600 km w/ 20t, 5 700 km w/ 30t, 4 500 km w/ 36t
- Přeletový dolet: 9 800 km
- Dostup: 12 200 m
- Stoupavost: